# Kirchenheider Bach
Der Kirchenheider Bach entspringt im Hohen Fläming im Dorf Dretzen im Landkreis Potsdam-Mittelmark. Er entwässert nach Norden in den Geuenbach, einem Nebenfluss der Buckau.

## Verlauf
Der am Nordhang des Hohen Flämings entspringende Kirchenheider Bach fließt zunächst in nordöstliche Richtung. Nördlich des zur Gemeinde Buckautal gehörenden Wohnplatzes Kolonie Wittstock schwenkt das Fließgewässer scharf nach Nordwesten. Im Verlauf des Baches befinden sich zwei Wehre. Kurz vor der Einmündung in den Geuenbach wurde ein Teich aufgestaut. Nach etwa 4,6 Kilometern mündet der Kirchenheider Bach ein. Sein Einzugsgebiet beträgt etwa 10,44 Quadratkilometer.

## Schutzgebiete
Der Kirchenheider Bach liegt in mehreren Schutzgebieten. Er liegt im Naturpark Hoher Fläming und im FFH-Gebiet Buckau und Nebenfließe. Einzelne Teilabschnitte des Baches sind als Geschützte Biotope ausgewiesen. Der Kleine Teich am Geuen ist ein Flächennaturdenkmal.